# ضخ الحديد
ضخ الحديد هو فيلم سينمائي وثائقي أصدر سنة 1977، وهو الأول من نوعه، يتناول حياة لاعبي بناء الأجسام، ويركز على بطولة المحترفين مستر أولمبيا لعام 1975، والتي أقيمت تحت راية الاتحاد الدولي لكمال الأجسام واللياقة البدنية من أبرز أبطاله أرنولد شوارزنيجر، ولو فيريغنو.
الفه من قبل ككتاب ثم أخرجه روبرت فيوري وجورج بتلر، وأنتجه جورج بتلر وجيرومي جاري. كتب نصه جورج بتلر وتشارلز جاينز.
حقق نجاحاً كبيراً في تلك الفترة وساهم كثيراً في ترسيخ وشهرة لعبة كمال الأجسام، وقد تم الأحتفال به في الذكرى ال 25 في عام 2003 وتم أصدار نسخه مدمجه DVD،
وفى عام 1985 ثم تصوير ضخ الحديد 2 للنساء.
صور خلال 100 يوم، من الاستعداد لمستر أولمبيا وخلال خوض منافساتها.

## وصلات خارجية
- ضخ الحديد على موقع IMDb (الإنجليزية)
- ضخ الحديد على موقع ميتاكريتيك (الإنجليزية)
- ضخ الحديد على موقع الموسوعة البريطانية (الإنجليزية)
- ضخ الحديد على موقع روتن توميتوز (الإنجليزية)
- ضخ الحديد على موقع نتفليكس (الإنجليزية)
- ضخ الحديد على موقع ألو سيني (الفرنسية)
- ضخ الحديد على موقع Turner Classic Movies (الإنجليزية)
- ضخ الحديد على موقع أول موفي (الإنجليزية)
- ضخ الحديد على موقع بوكس أوفيس موجو (الإنجليزية)
- ضخ الحديد على موقع فيلمافينيتي (الإسبانية)